# Internet Chess Club
Internet Chess Club (ICC) è un server di scacchi commerciale dedicato al gioco e alla discussione di scacchi e di scacchi eterodossi. ICC ha allo stato attuale oltre 30.000 membri e vi sono tipicamente circa 2.500 di essi on-line in qualsiasi momento della giornata, inclusi molti giocatori con titoli internazionali. Sin dal 1º agosto 2006 l'opzione di visitatore è stata limitata a porre domande al canale di aiuto, osservare partite ed ultimamente giocare on-line con software di scacchi con differente Elo.

## Software
ICC fornisce il software BlitzIn, attualmente alla versione 2.6.2, ed il programma Dasher, uscito nel 2006, correntemente alla versione 1.1.4. Il software ha funzioni che gli permettono di trovare i giocatori che utilizzano l'aiuto di programmi di scacchi. Il server trova anche se un giocatore senza titolo FIDE ha un'alta percentuale di mosse che sono simili a quelle di altri programmi per computer. (Il giocatore standard ha difficoltà a giocare a percentuali maggiori al 60%). Inoltre, ICC ha degli impiegati incaricati di evitare che i giocatori, dopo aver dichiarato all'atto dell'iscrizione di non utilizzare software, facciano uso di un aiuto computerizzato. Un altro servizio fornito è ChessDB, un database libero, in cui è possibile inserire passate partite dei giocatori di ICC.

## Servizi disponibili
- possibilità di scegliere il tipo di controllo di tempo variabile tra 20 secondi a parecchie ore per l'intera partita
- un sistema di valutazione dei giocatori basato sull'Elo, categorizzato per tipo di partita compresi gli scacchi per corrispondenza
- possibilità di seguire partite di giocatori titolati
- trasmissioni in diretta di tornei di scacchi con commenti audio e testuali di professionisti
- interviste audio in diretta, esibizioni in simultanea e un database consultabile delle partite giocate
- librerie di partite di tornei storici, giocatori famosi e tornei recenti
- lezioni registrate su vari temi scacchistici
- tornei
- lezioni private di professionisti
- possibilità di giocare varianti degli scacchi
- canali chat su argomenti scacchistici e non
- possibilità di giocare contro il computer per esercitazioni tattiche, finali e problemi e studi di scacchi
- intrattenimento non scacchistico con quiz, scommesse e altri giochi.

## Iscrizioni
L'iscrizione per un periodo di prova a ICC è condizionata all'uso del software proprietario per Windows Blitzin o Dasher. I periodi di prova sono inizialmente di una settimana, ma con diritto di estensione automatica di un'ulteriore settimana. Il periodo di prova può essere ripetuto ogni quattro mesi.
La tariffa di iscrizione è annuale ed attualmente è di 59,95 dollari statunitensi per gli adulti, mentre per studenti e minori di 22 anni è di 29,95 dollari.
Giocatori con titoli di Grande Maestro Internazionale, Maestro Internazionale ottengono due acconti complementari, uno di questi deve essere identificato col vero nome, mentre l'altro può essere anonimo. Il giocatore deve comunque usare l'acconto anonimo deve essere utilizzato meno di quello pubblico.

## Storia
Alla fine degli anni ottanta un gruppo di volontari creò il primo internet chess server (ICS). I giocatori, si collegavano via telnet e la scacchiera era visualizzata come un testo ASCII. I malfunzionamenti presenti nel software del server consentivano mosse illegali come ad esempio catturare una torre en passant, ma il server divenne popolare tra un piccolo gruppo di appassionati di scacchi emozionati all'idea di giocare a grandi distanze sfruttando le nuove tecnologie.
Col tempo vennero aggiunti sempre più servizi a ICS, come la valutazione Elo e la scelta di interfacce grafiche. La comunità di giocatori crebbe costantemente, gli errori vennero corretti e gli utenti iniziarono ad avere aspettative maggiori dal sistema.
Nel 1992 Daniel Sleator si offrì come capo programmatore ed iniziò una massiccia revisione del codice sorgente del server. Egli affrontò, tra gli altri, il problema delle lamentele dei tanti giocatori lampo che perdevano partite in seguito al tempo perso nelle connessioni di rete. Nel 1994 brevettò il codice e ricevette offerte di acquisto da compagnie che intendevano commercializzare il servizio.
Il 1º marzo 1995, Sleator annunciò la propria intenzione di commercializzare ICS, cambiandogli nome in Internet Chess Club o ICC e richiedendo una quota di iscrizione di 49 dollari l'anno. I giocatori che giocavano su ICS da più di sei mesi ricevettero sei mesi di iscrizione gratuita, quelli con meno di sei mesi ricevettero un'iscrizione gratuita pari alla loro "anzianità" su ICS. I soldi ottenuti dalle iscrizioni sarebbero stati usati in parte per migliorare il servizio, i programmi d'interfaccia e per attrarre giocatori titolati che avrebbero impartito lezioni agli iscritti.
Questo annunciò fu accolto da grandi polemiche tra i membri esistenti. Alcuni volontari che avevano contribuito in varie maniere allo sviluppo di ICS furono infastiditi dal fatto che qualcuno tentava di trarre profitto dal loro lavoro. ICC distribuì varie decine di acconti gratuiti ai volontari, ma non tutti vennero tacitati. Alcuni giocatori attivi su ICS abituati al fatto di usufruire dei suoi servizi senza dover pagare alcuna tariffa, non furono contenti, Molti prefigurarono il fallimento di ICC. Gli studenti si lamentarono che la tariffa di 49 dollari annuale fosse troppo elevata per loro, inducendo così ad attuare per loro una tariffa ridotta del 50%. Furono sollevate anche questioni riguardanti il diritto di Sleator di arrogarsi l'intera proprietà intellettuale di ICS, dato che egli non era stato l'autore del codice originale, anche se lo aveva migliorato in maniera significativa ed aveva fornito l'hardware necessario.
Alcuni programmatori che avevano lavorato al progetto originale di ICS, guidati da Chris Petroff, si dichiararono contrari a quanto attuato partendo dal loro progetto e ne formarono uno alternativo: il Free Internet Chess Server (FICS), che continua tuttora a fornire ai giocatori un server con accesso gratuito.

## Chekel
La fusione dei termini inglesi chess (scacchi) e shekel  (siclo israeliano) ha dato origine al termine chekel che indica la valuta corrente che viene usata per acquistare i prodotti ed i servizi forniti da ICC ai suoi membri.
I chekel possono essere acquistati on-line mediante carta di credito. Attualmente il tasso di cambio è di un dollaro statunitense per un chekel.

## Chat
ICC comprende al suo interno diverse centinaia di differenti canali di chat su svariati argomenti in diverse lingue: teoria scacchistica, sport, politica, religione, letteratura, filosofia, musica, eccetera. Alcuni di questi sono diventati comunità on-line indipendenti dagli scacchi.